# Klamath Marsh National Wildlife Refuge
Le Klamath Marsh National Wildlife Refuge, ou refuge faunique national du marais de Klamath, est un National Wildlife Refuge situé dans le comté de Klamath en Oregon, aux États-Unis. Il a été créé en 1958, avec pour objectif notamment de protéger la migration des oiseaux. Il occupe une zone humide sur le cours de la rivière Williamson, à l'est du mont Mazama, sur le piémont oriental de la chaîne des Cascades.